# Euptilon ornatum
Euptilon ornatum är en insektsart som först beskrevs av Dru Drury 1773.  Euptilon ornatum ingår i släktet Euptilon och familjen myrlejonsländor. Inga underarter finns listade i Catalogue of Life.